# Opoeteren
Opoeteren (Limburgs: Opotere) is een dorp en deelgemeente van Maaseik, Belgisch Limburg, het was een zelfstandige gemeente tot aan de gemeentelijke herindeling van 1977. Net zoals Neeroeteren dankt Opoeteren haar naam aan een van de beken die door beide deelgemeenten stroomt, namelijk de Oeter - die officieel Bosbeek heet - op het Kempens Plateau. Opoeteren bestaat uit meerdere gehuchten en woonkernen waarvan het Dorp en Dorne de belangrijkste zijn. Dorne vormt zelfs een aparte parochie.

## Etymologie
De eerste vermelding van Opoeteren is uit 1202. De naam verwijst naar de Oeterbeek, een oude benaming voor de Bosbeek.

## Geschiedenis
Hoewel er vondsten uit het neolithicum en de bronstijd bekend zijn, was de omgeving van Opoeteren in die tijd waarschijnlijk zonder permanente bewoning. De Romeinen legden een weg aan door de vallei van de Bosbeek, onderdeel van de verbindingsweg van Tongeren naar Venlo. Een Romeinse nederzetting was er hier echter niet.
Oorspronkelijk behoorde Opoeteren tot de parochie van Dilsen, maar in de 12e eeuw werd, waarschijnlijk door de Graaf van Loon, een eigen parochiekerk gesticht: De Sint-Dionysiuskerk. In 1366 kwam Loon aan het Prinsbisdom Luik. In 1619 werden de heerlijke rechten door de prins-bisschop verleend aan Michael de Selys, die burgemeester was van Maastricht en reeds de Dornerschans bezat. Op de schans liet hij een kasteeltje bouwen, het Kasteel De Schans. Vanaf 1656 verkreeg de familie de titel van baron. Tot 1840 bleef het kasteeltje in bezit van de familie.
In 1636 werd Opoeteren geplunderd door troepen van Jan van Weert, en in 1648 waren het Lotharingse troepen die de streek onveilig maakten. Bij de Slag van Sint-Nicolaasdag 1648, tegen de Lotharingse troepen, kwamen ook 16 inwoners van Opoeteren om het leven en werden er 18 gewond. Ook in 1650 plunderden de Lotharingers Opoeteren.
Opoeteren is lange tijd een landbouwdorp geweest. In het dal van de bosbeek lagen de hooi- en graslanden, verder van de beek de akkers, en op het Kempens Plateau lag het Ledebos, later Drie Bankenbos genoemd. Dit werd, door overexploitatie, geleidelijk omgezet in heide, waarop vanaf het eind van de 18e eeuw ontginningen plaatsvonden. In 1818 werden deze gronden verdeeld onder de aanpalende gemeenten, waaronder Opoeteren. In 1832 werden de gronden verkocht aan particulieren. In 1844 besloeg de heide nog 60% van het gebied, maar in de 2e helft van de 19e eeuw werd het overgrote deel met naaldhout beplant, en in 1880 bezat Opoeteren al 807 ha aan dennenbos.
Los daarvan bestond in het noordwesten de Gruitroderheide, die in 1853 tussen de aanpalende gemeenten werd verdeeld. Veel hiervan werd eveneens beplant met naaldhout, terwijl in de loop der 20e eeuw een deel der bossen weer in landbouwgrond werd omgezet. De landbouw ging weer over in intensieve veehouderij. In de 2e helft van de 20e eeuw groeide de bevolking, nu grotendeels bestaande uit forenzen die in de nabijgelegen industriegebieden werkzaam waren.

## Demografische ontwikkeling
- Bronnen:NIS, Opm:1831 tot en met 1970=volkstellingen; 1976 = inwoneraantal op 31 december

## Bezienswaardigheden
Merkwaardig in dit dorp is de langgerekte bebouwing, waarbij de boerderijen met de nok loodrecht op de wegrichting staan. Veel van deze hoeven dateren uit de 19e eeuw, maar de bouwwijze — waarbij Maaskeien werden toegepast — is vermoedelijk (veel) ouder. De woonhuizen werden aldus gebouwd; de bijgebouwen werden uitgevoerd in vakwerkbouw.
Opoeteren heeft nog een aantal specifieke bezienswaardigheden, namelijk:
- De Sint-Dionysiuskerk met een doopvont uit de 12e en een wijwatervat uit de 13e eeuw.
- Het Kasteel De Schans, tussen Opoeteren en Dorne. Het kasteel ligt in een bocht van de Bosbeek in Opoeteren en werd in 1667 gebouwd door Michael de Selys, de toenmalige burgemeester van Maastricht. De Selys wordt al in 1660 vermeld als eigenaar van de schans van Dorne, een van de twee schansen van Opoeteren, waarop hij dit kasteeltje als buitenverblijf liet bouwen. Volgens de overlevering zou er in de 16de eeuw al een (houten) jachtslot gestaan hebben van de graaf van Horne die in 1668 samen met de graaf van Egmont onthoofd werd in Brussel. “Waar wij als Nederlanders van dromen is dat Willem van Oranje hier ooit is komen bivakkeren, want hij was een tijdje bevriend met de graaf van Horne”, lacht Marcel Swelsen. Het cursuscentrum in De Schans is in 1994 opgericht door een groep trainers en alternatieve therapeuten. Zij huren het kasteel van de privé-eigenaar uit Maaseik.
- De Volmolen, uit 1751
- De Dorpermolen.

## Natuur en landschap
Opoeteren ligt in het dal van de Bosbeek, die zich insnijdt in het Kempens Plateau. Vooral de zuidoostelijke flank is erg steil en de hoogte loopt op tot 75 meter. Ten oosten van Opoeteren heeft grindwinning plaatsgevonden en is een plassengebied ontstaan, het Bergerven, dat samen met de aangrenzende bossen, tegenwoordig een natuurgebied is. Ook aan de oostzijde van het Plateau bevindt zich een steilrand die afloopt naar het Maasland.
Het plateau is zandig en hier zijn naaldbossen te vinden, zoals het Gruitroderbos in het westen. In de Bosbeekvallei is de zandlaag erg dun, en daaronder vindt men Maaskeien, die veelvuldig als bouwmateriaal werden gebruikt.

## Wegen
Er loopt een gewestweg door Opoeteren, de N771, die Gruitrode met Dilsen verbindt. Daarnaast zijn er enkele belangrijke gemeentelijke verbindingswegen, namelijk de weg van Opoeteren naar Neeroeteren en de weg van Opoeteren naar As met een aftakking naar Opglabbeek.

## Openbaar vervoer
Het openbaar vervoer in Opoeteren wordt verzorgd door De Lijn. Er rijdt een regelmatige buslijn, te weten lijn 11 Genk - As - Neeroeteren - Maaseik (met talloze varianten). Deze lijn rijdt op weekdagen ongeveer een keer per uur en in het weekend en op feestdagen om de 2 uur. Daarnaast rijdt er op schooldagen een variante van lijn 8 via Opoeteren tijdens de spits. Deze rit verbindt Opglabbeek met Bree via Opoeteren en Gruitrode.
Tot in 1957 bestond er een treinstation Opoeteren-Dilsen, op spoorlijn 21A (Hasselt - As - Maaseik). Dit station lag echter op het grondgebied van de toenmalige gemeente Dilsen (thans een deel van Dilsen-Stokkem), enkele honderden meters van de gemeentegrens met Opoeteren (die grens lag bij de zogeheten Driepaal, de grenssteen tussen de toenmalige gemeenten Rotem, Dilsen en Opoeteren). Het reizigersverkeer tussen As en Maaseik werd opgeheven in 1957, het goederenverkeer in 1979 en de lijn werd opgebroken in 1988 en daarna omgevormd tot een toeristisch fietspad dat deel uitmaakt van het Limburgse fietsroutenetwerk.

## Toerisme en recreatie
Opoeteren heeft diverse kamp- en bivakplaatsen voor jeugdbewegingen. Daarnaast is er ook nog een camping. In Opoeteren passeert ook het fietsroutenetwerk van het Regionaal Landschap Kempen en Maasland en er zijn ook een aantal wandelroutes.

## Verenigingsleven
- Er in Opoeteren een schutterij, nl. Schutterij Sint-Dionysius. In 2007 wonnen zij voor het eerst het Oud-Limburgs Schuttersfeest, zodat ze in 2008 dit feest mochten organiseren.
- In Opoeteren zijn er twee voetbalclubs actief in de KBVB. Deze clubs zijn SSD Opoeteren (SSD staat voor Samen Sport Doen; de clubkleuren zijn paars-wit) uit Opoeteren-Dorp en Flandria Dorne (clubkleuren blauw-wit) uit het gehucht Dorne.
- Er is ook een tennisclub in Opoeteren, de Opoeterse Tennisclub.
- Er zijn twee samenwerkende Chiro-groepen in Opoeteren: Chiro St. Lutgardis, een meisjesgroep, en Chiro Jomensa, een jongensgroep.

## Galerij

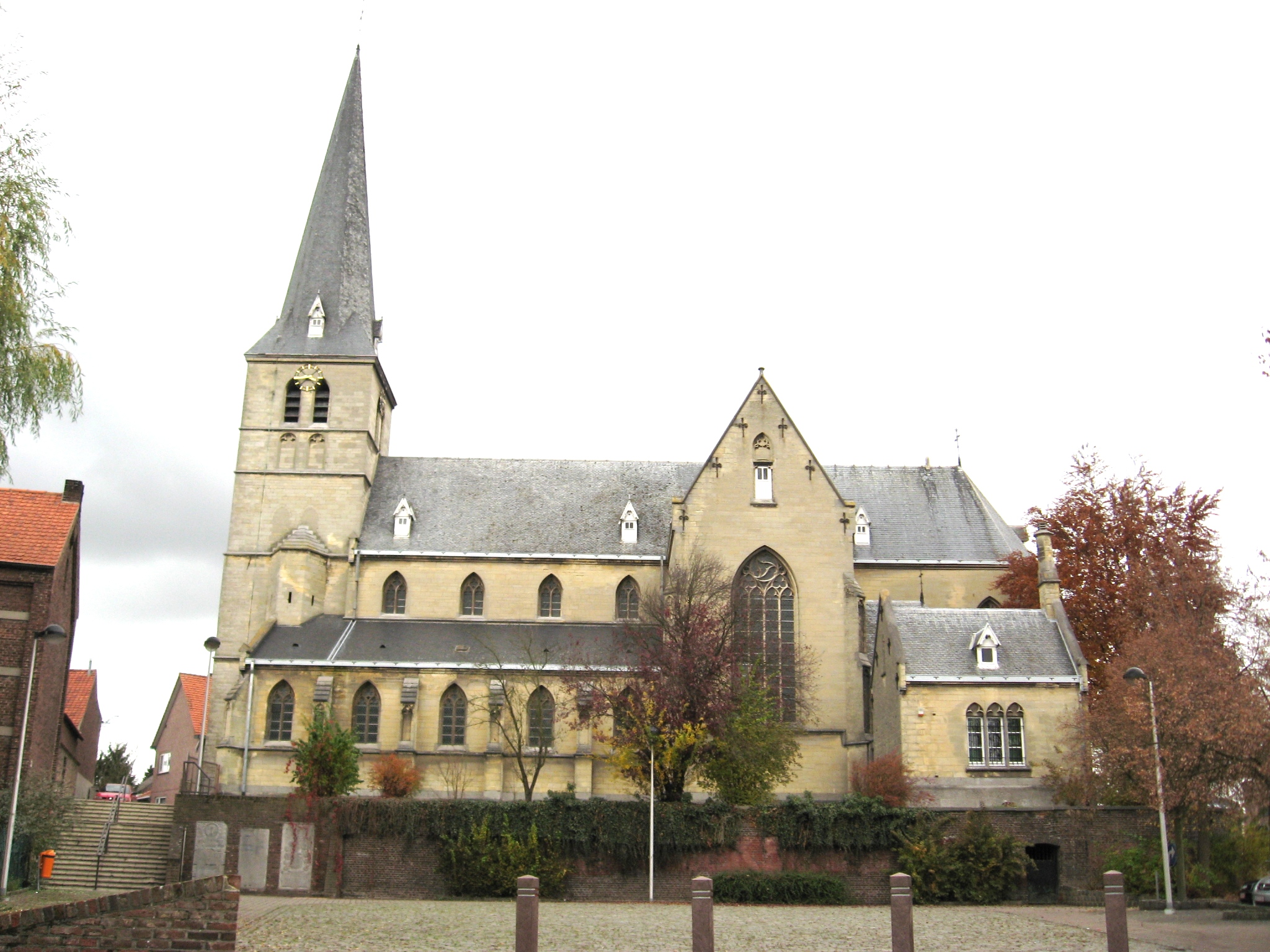
De Sint-Dionysiuskerk
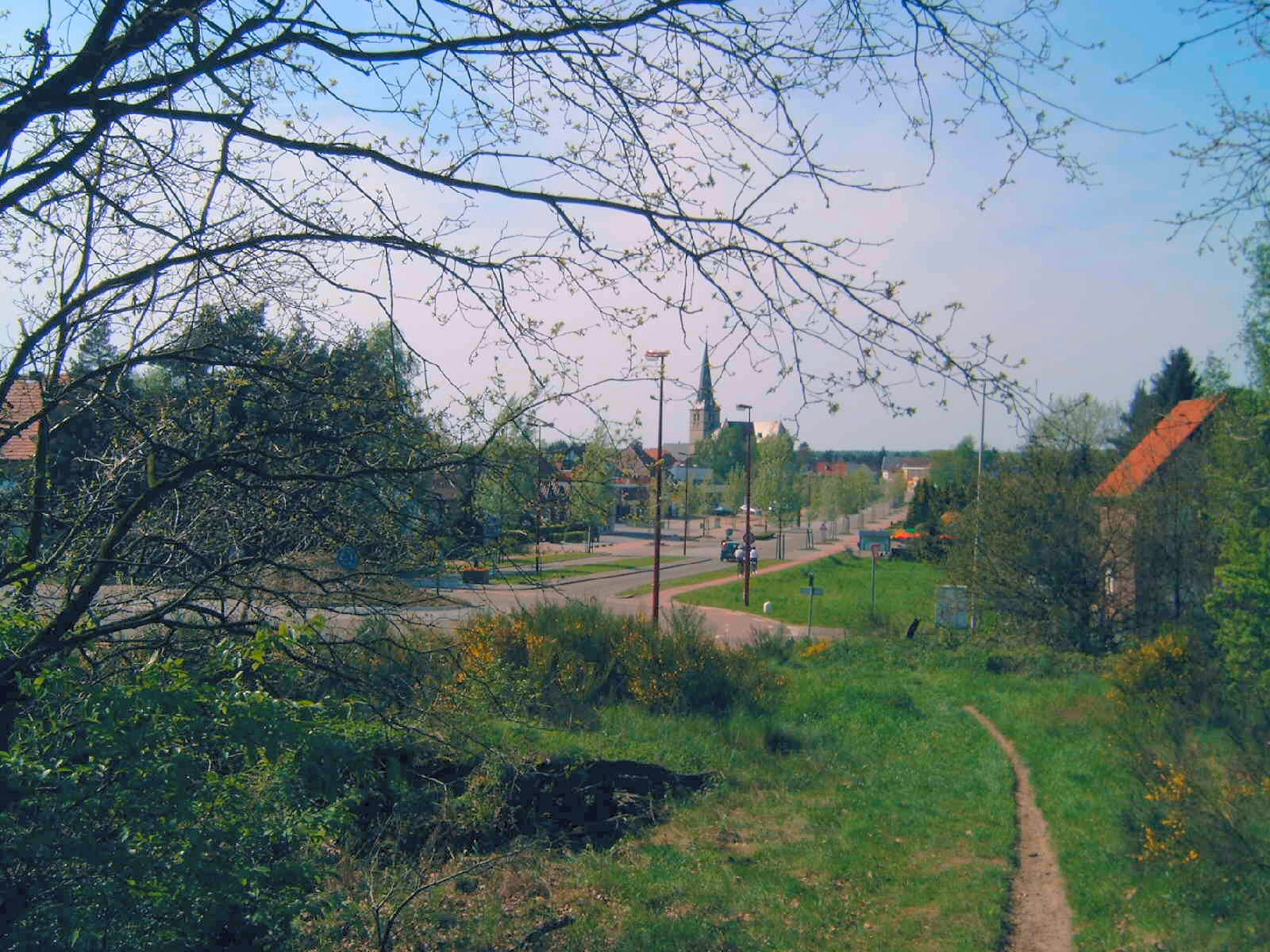
Zicht op het centrum van Opoeteren
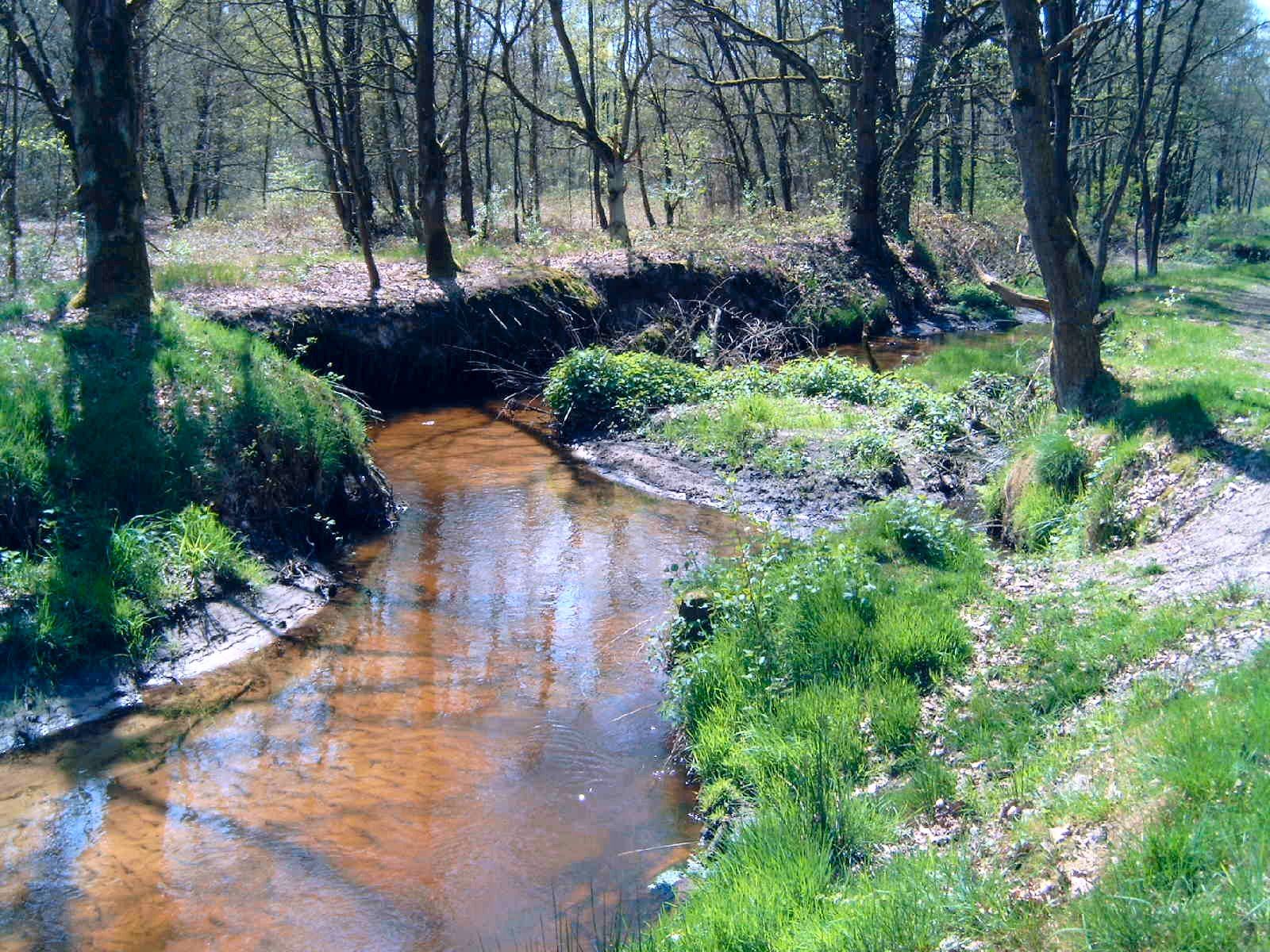
De vallei van de Bosbeek in Opoeteren
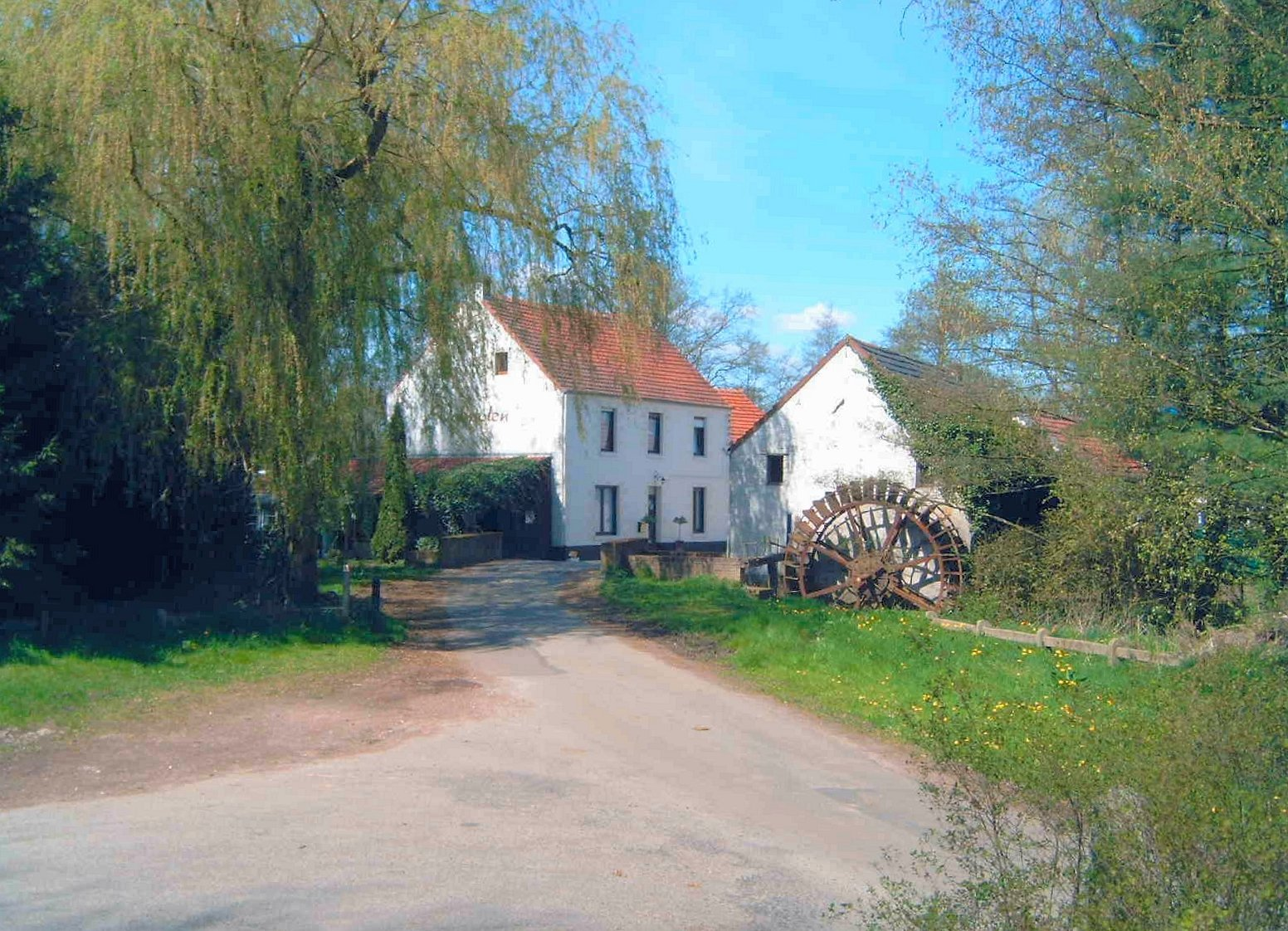
De Volmolen op de grens van Opoeteren en Neeroeteren
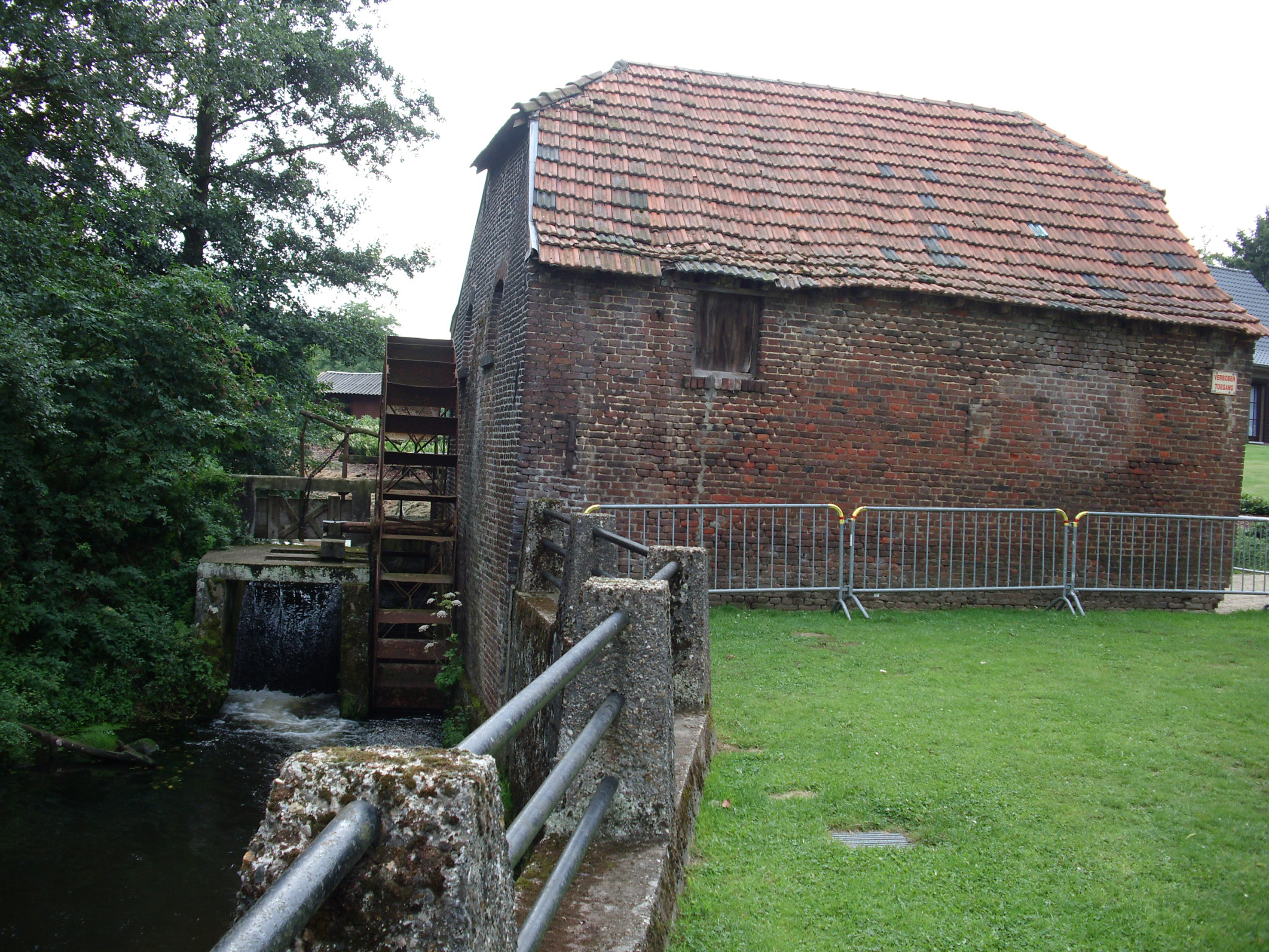
Watermolen in het dorp

## Belangrijke inwoners
- Jacob Panhuysen (ong. 1500-1582), asceet, schrijver en humanist

## Nabijgelegen kernen
Dilsen, Niel-bij-As, Opglabbeek, Neerglabbeek, Neeroeteren